# 3755 Lecointe
3755 Lecointe (1950 SJ) là một tiểu hành tinh vành đai chính được phát hiện ngày 19 tháng 9 năm 1950 bởi S. Arend ở Uccle.